# Margarida de l'Aigle
Margarida de l'Aigle (1104 - 25 de maig de 1141) fou reina de Navarra per matrimoni el 1130. Era filla de Gilbert de l'Aigle i de Julieta de Perche. Margarida de l'Aigle es va casar el 1130 amb el rei Garcia V de Navarra. D'aquesta unió van néixer:
- Margarida de Navarra o Margarida de Sicília (morta el 1182), que el 1150 es va casar amb el rei Guillem I de Sicília.
- Sanç VI de Navarra
- Blanca Garcés de Navarra, casada el 1151 amb Sanç III de Castella.